# Random Hills
Random Hills är en kulle i Antarktis. Den ligger i Östantarktis. Nya Zeeland gör anspråk på området. Toppen på Random Hills är 1 764 meter över havet.
Terrängen runt Random Hills är huvudsakligen kuperad. Random Hills är den högsta punkten i trakten. Trakten är obefolkad. Det finns inga samhällen i närheten.